# 강남성
강남성(江南省)은 청나라의 역사적인 성이었다. 수도는 장닝(현재의 난징시)이었으며, 이 때문에 난징성 또는 난킹성으로도 알려져 있다. 명나라에서 청나라로의 전환기인 1645년에 설립되었으며, 이전 명나라의 난즈리 화이허 북쪽—당시 황하의 경로—부터 동중국해의 장강 남쪽까지 이 지역을 관할했다. 이 지역은 나중에 건륭제 (1736–1795) 통치 기간에 장쑤성과 안후이성으로 분리되었지만, 정확한 시기는 논쟁의 여지가 있으며, 장바티스트 부르기뇽 당빌의 1734년 지도에는 이 성이 여전히 "Kiang-nan"으로 남아 있었다. 이 성의 분할은 빨라도 1667년에 일어났을 것이다. 중화민국과 중화인민공화국 하에서 장쑤성의 일부 지역은 성급 직할시인 상하이시가 되기도 했다.

## 행정 구역
사고전서에 수록된 "장난 통지"(江南通志, Jiangnan Tongzhi)에 따르면, 장난성은 16개의 완전한 부(부)와 8개의 독립된 주 또는 자치주(주)로 구성되었다. 1661년 이후에는 성의 총독이 각각 부의 절반을 감독하는 부총독의 보좌를 받았다. "우부정사"(右布政使)는 쑤저우시에 본부를 두었으며 쑤저우, 쑹장, 창저우, 전장, 닝궈 부를 감독했다. "좌부정사"(左布政使)는 장닝(현재의 난징시)에 본부를 두었으며 나머지를 감독했다. 일련의 변화 후, 이 분할은 결국 건륭제 통치 기간 중 어느 시점에 장쑤성과 안후이성이라는 별개의 성의 기반이 되었다.
| 중국어 및 로마자 표기법의 행정 구역 | 중국어 및 로마자 표기법의 행정 구역 | 중국어 및 로마자 표기법의 행정 구역 | 중국어 및 로마자 표기법의 행정 구역 | 중국어 및 로마자 표기법의 행정 구역 | 중국어 및 로마자 표기법의 행정 구역 | 중국어 및 로마자 표기법의 행정 구역 |
| 현재 장쑤성 및 상하이시             | 현재 장쑤성 및 상하이시             | 현재 장쑤성 및 상하이시             |                                     | 현재 안후이성                       | 현재 안후이성                       | 현재 안후이성                       |
| 행정 구역                           | 번체 중국어                         | 간체 중국어                         | 행정 구역                           | 번체 중국어                         | 간체 중국어                         |                                     |
| ----------------------------------- | ----------------------------------- | ----------------------------------- | ----------------------------------- | ----------------------------------- | ----------------------------------- | ----------------------------------- |
| 장닝 부                             | 江寧府                              | 江宁府                              | 안칭시 부                           | 安慶府                              | 安庆府                              |                                     |
| 쑤저우시 부                         | 蘇州府                              | 苏州府                              | 후이저우 부                         | 徽州府                              | 徽州府                              |                                     |
| 쑹장 부                             | 松江府                              | 松江府                              | 닝궈시 부                           | 寧國府                              | 宁国府                              |                                     |
| 창저우 부                           | 常州府                              | 常州府                              | 츠저우시 부                         | 池州府                              | 池州府                              |                                     |
| 전장시 부                           | 鎮江府                              | 镇江府                              | 타이핑 부                           | 太平府                              | 太平府                              |                                     |
| 화이안시 부                         | 淮安府                              | 淮安府                              | 루저우시 부                         | 廬州府                              | 庐州府                              |                                     |
| 양저우시 부                         | 揚州府                              | 扬州府                              | 펑양 부                             | 鳳陽府                              | 凤阳府                              |                                     |
| 쉬저우시 부                         | 徐州府                              | 徐州府                              | 잉저우 부                           | 潁州府                              | 颖州府                              |                                     |
| 타이창시주                          | 太倉州                              | 太仓州                              | 추저우시                            | 滁州                                | 滁州                                |                                     |
| 하이저우                            | 海州                                | 海州                                | 허저우                              | 和州                                | 和州                                |                                     |
| 퉁저우                              | 通州                                | 通州                                | 광더주                              | 廣德州                              | 广德州                              |                                     |
|                                     |                                     |                                     | 루안시주                            | 六安州                              | 六安州                              |                                     |
| 쓰저우                              | 泗州                                | 泗州                                |                                     |                                     |                                     |                                     |

이들 각각은 다시 현(현)으로 세분되었으며, 일부는 부의 소재지에 부속되어 있었다. 하위 단계는 중앙 정부에 의해 임명되지 않았지만, 현, 부, 성 행정부에 의해 감독되었다.

## 같이 보기
- 장난, 장강 하류 남쪽과 관련된 지리적 개념
- 양주 (십삼주 중 하나), 한나라 시대의 주, 구주 중 하나로 여겨짐
- 장저성, 원나라 시대의 유사한 지역
- 상하이시, 장쑤성 그리고 안후이성, 장난성의 현대적 후계자들.